# NGC 1879
NGC 1879 je galaksija u zviježđu Golubu.

## Vanjske poveznice
- SEDS: NGC 1879